# Bruxelles-Hal-Vilvorde
Pour les articles homonymes, voir BHV.
Ne doit pas être confondu avec l'arrondissement judiciaire de Bruxelles, parfois appelé abusivement "arrondissement judiciaire de Bruxelles-Hal-Vilvorde", voire en abrégé "BHV judiciaire", ce notamment dans la presse.
 (décembre 2017).

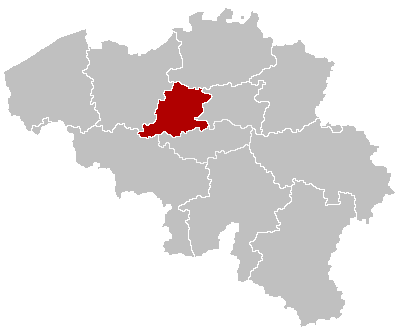
L'arrondissement de Bruxelles-Hal-Vilvorde.

Bruxelles-Hal-Vilvorde était un arrondissement électoral en Belgique d'une superficie de 1 104,31 km2 composé des 19 communes de la Région de Bruxelles-Capitale et de 35 communes du Brabant flamand situées autour de Hal et de Vilvorde.
Cet arrondissement électoral était un reliquat du bilinguisme (français / néerlandais) tel qu'aménagé autour de Bruxelles jusqu'aux Lois sur l'emploi des langues des années 1962 et 1963. Par ces lois, les communes de l'arrondissement se trouvent réparties entre la Région de Bruxelles-Capitale (bilingue) et la Région flamande (unilingue, de langue néerlandaise), tout en restant réunies au sein d'un même arrondissement judiciaire (l'Arrondissement judiciaire de Bruxelles) et d'une même circonscription électorale : l'arrondissement électoral de Bruxelles-Hal-Vilvorde.
Ce dernier sera finalement scindé au cours de la sixième réforme de l'État belge.

## Histoire
À partir des lois de 1962 et 1963, les communes de l'arrondissement relevaient pour une part de la région de langue néerlandaise, officiellement néerlandophone, pour une autre part de la Région bilingue de Bruxelles-Capitale, ou encore pour les six communes à facilités de la périphérie bruxelloise (dotées d'un statut propre) d'un arrondissement administratif distinct, qui ne faisait pas partie de l'arrondissement de Hal-Vilvorde, et dès lors pas non plus de la région linguistique de langue néerlandaise. En 1970, ces six communes ont toutefois été rattachées à la région de langue néerlandaise).
Or, en tant qu'arrondissement électoral, il devait rester bilingue et permettre de participer aux élections régionales soit de la Région flamande, soit de la Région de Bruxelles-Capitale. De surcroît, certaines communes de l'arrondissement étaient à facilités.

## Scission
Il en découlait une gestion complexe et un emploi des langues difficile à démêler, qui variait d'une commune à l'autre. A la fois pour simplifier la situation et pour contenir l'expansion de l'usage du français dans la périphérie bruxelloise, la Région flamande exigeait de longue date la scission de l'arrondissement. Cette scission fit l'objet de nombreuses tensions et tractations politiques avant que les communes ne soient finalement réparties entre l'arrondissement de Hal-Vilvorde, relevant exclusivement de la Région flamande et l'arrondissement de Bruxelles.

### Éléments de la polémique
Depuis la révolution belge de 1830, cet arrondissement a été utilisé pour les élections de la Chambre et du Sénat. Par le bilinguisme de l'entité bruxelloise, à nette majorité francophone, il était ainsi possible de voter lors des suffrages fédéraux pour des partis francophones dans tout l'arrondissement. Pour le Parlement européen, la Belgique est seulement répartie en deux circonscriptions soit, une néerlandophone et une francophone. Bruxelles-Hal-Vilvorde faisait partie des deux.
Le dossier BHV (Bruxelles-Hal-Vilvorde) sit dans le contexte général d'opposition entre la partie néerlandophone et la partie francophone de la classe politique, bien que ce dossier, au premier plan, ne concernait toutefois que la circonscription électorale. Tout ceci se place dans le contexte plus large et historique de Bruxelles, une ville devenue en majorité francophone enclavée dans le territoire flamand.
Depuis un redécoupage de circonscription opéré par le gouvernement Verhofstadt I en 2002, neuf provinces sur dix correspondaient exactement à leurs circonscriptions électorales, à l'exception du Brabant flamand. Ou, pour le dire autrement, les circonscriptions électorales du pays coïncidaient presque toutes avec les frontières de la province ou de la région au sein de laquelle elles se situent. BHV était donc la seule circonscription électorale bilingue du pays.
D'un point de vue technique, cet état de fait n'aurait pas posé autant de tensions si la circonscription n'était pas, en plus, située à la fois en Région bruxelloise et en Région flamande. La conséquence directe est qu'une partie de l'électorat situé sur le territoire flamand peut élire des représentants francophones qui siégeront à Bruxelles ou dans l'une des communes de l'arrondissement électoral. Des francophones installés en Région flamande, et notamment dans l'arrondissement de Hal-Vilvorde pouvaient même voter pour des candidats issus de la Région wallonne (pour les élections du Sénat et européennes). L'inverse, que des flamands installés en Wallonie puissent voter sur des listes présentées par la Communauté Flamande, n'est pas possible. Certains francophones bénéficiaient donc d'un droit dont aucun Flamand, se retrouvant dans une situation identique, ne pouvait bénéficier. 
La demande de scission concerne la division de la circonscription électorale de Bruxelles-Hal-Vilvorde en deux parties, selon le régime linguistique. Il s'agit de calquer les circonscriptions sur les frontières des deux régions concernées. Cette scission a été âprement discutée par les partis politiques, car de nombreux dossiers ou revendications compensatoires y sont liés : régime linguistique de l'arrondissement judiciaire, respect des minorités linguistiques, élargissement de la Région de Bruxelles-Capitale, maintien des facilités linguistiques dans six des sept communes concernées, etc.
Le statut de l'arrondissement judiciaire de Bruxelles, correspondant au même territoire que l'arrondissement électoral de Bruxelles-Hal-Vilvorde, a rencontré une opposition comparable : bien qu'il soit à l'arrière-plan de la question électorale, c'est un dossier intimement lié.
Plus fondamentalement, les motivations avancées pour la scission de Bruxelles-Hal-Vilvorde étaient également d'ordre économique et pour un gain d'autonomie pour la région flamande. Il s'agit ainsi de contrer la francisation de Bruxelles et de la périphérie. L'extrême droite flamande a joué un rôle significatif pour alimenter les tensions entourant la scission de BHV en Belgique. Les partis politiques d'extrême droite, tels que le Vlaams Belang qui a fait part de son intention de déposer une loi pour la scission pendant les débats, ont utilisé cette question comme un moyen d'attiser les sentiments nationalistes flamands.

### Problématique du Brabant

La province de Brabant fut scindée en 1995 et avait, jusqu'alors, Bruxelles comme chef-lieu.

En réaction à cette revendication francophone, une revendication du monde politique flamand voulait la fin de la tradition d'unité juridique de Bruxelles et de sa périphérie qui remontait au Moyen Âge. Cela a abouti, dans un premier temps, à diviser la province de Brabant en Brabant flamand et en Brabant wallon. Cependant, les électeurs du Brabant flamand conservaient le droit de voter pour des candidats bruxellois lors des élections à la chambre et au sénat et les électeurs bruxellois gardaient le droit de voter pour des candidats francophones du Brabant flamand. La ville et sa périphérie flamande formaient en effet un seul arrondissement électoral. Mais une réforme constitutionnelle a abouti, en 2012, à une scission séparant la région limitrophe pour en faire un arrondissement différent de celui de Bruxelles. Cette mesure, qui supprime l'unité juridique de la capitale et de sa périphérie, concerne non seulement le droit de vote, mais aussi l'organisation des tribunaux. Dorénavant, les Flamands de la périphérie ont leurs propres tribunaux siégeant uniquement en langue néerlandaise et séparés des tribunaux bruxellois bilingues.[réf. nécessaire]
Cependant, cette réforme a opéré un compromis en ne privant pas les francophones de la périphérie du droit qu'ils avaient de pouvoir s'adresser à des tribunaux en langue française. Pour les francophones de la périphérie le lien juridique avec Bruxelles est donc intact, ce qui correspond à la tolérance en matière de langues qui a toujours régné dans la contrée, même sous les institutions d'ancien régime. Par contre, et par le vote des députés flamands qui ont soutenu cette réforme de concert avec les francophones, les Flamands de la périphérie sont privés du droit qu'ils avaient de participer aux élections bruxelloises pour la chambre et le sénat. Les listes électorales de l'ancien arrondissement de Bruxelles-Hal-Vilvorde et de la région ont, en effet, été scindées. Les représentants flamands dans les deux chambres, qui ont voté cette réforme avec les francophones, ont enlevé ainsi à leurs propres électeurs, les Flamands du nouvel arrondissement périphérique, le droit d'apporter leurs voix aux flamands bruxellois inscrits sur les listes électorales bruxelloises pour le parlement fédéral. Dans l'autre sens, les électeurs francophones bruxellois ne peuvent plus voter pour des candidats francophones de la périphérie. Mais, sur le plan de la représentation des flamands de Bruxelles, c'est une perte car le pourcentage de locuteurs flamands à Bruxelles n'est que de 5,3 % du corps électoral, ce qui menace les candidats bruxellois flamands de ne plus avoir assez de voix dans le seul territoire bruxellois pour être élus dans les deux chambres du parlement fédéral. Il s'agit donc d'une régression pour les néerlandophones, situation acceptée et même voulue par les partis flamands du parlement fédéral qui ont ainsi œuvré contre les intérêts des flamands de Bruxelles. Mais la volonté des hommes politiques flamands de séparer Bruxelles de sa périphérie (pour enrayer l'expansion de la langue française depuis Bruxelles) était telle que la perspective de perdre toute représentation bruxelloise flamande ne les a pas empêché de voter la scission. Les élections futures de 2014 révèleront ce qu'il en est, dans ces conditions, de la possibilité d'encore faire élire des députés et sénateurs fédéraux flamands à Bruxelles avec les seules voix des flamands de Bruxelles. À moins que des listes bilingues n'accueillent des candidats flamands aux côtés de candidats francophones… ce qui n'est nullement interdit et fut d'ailleurs le cas dans le passé.[réf. nécessaire]

### Problématique des six communes à facilités linguistiques pour les francophones

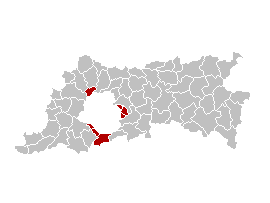
En rouge, les six communes à facilités linguistiques au sein du Brabant flamand (en gris). En blanc et enclavée, la Région de Bruxelles-Capitale.

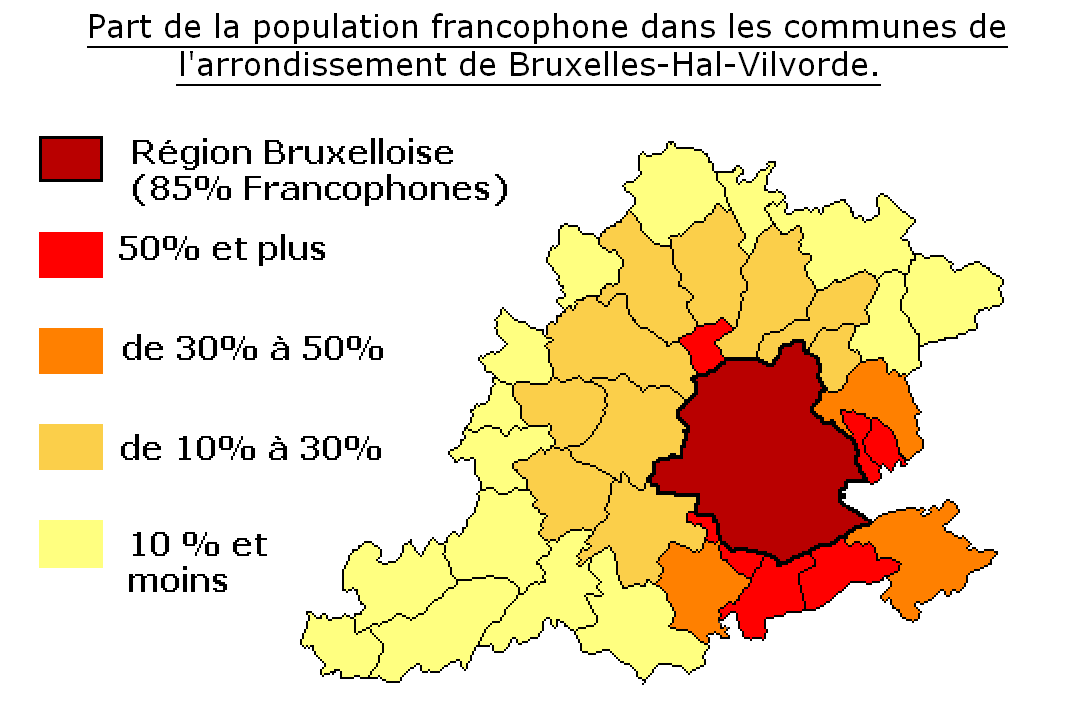
Arrondissement de BHV avec la part de francophones.

La périphérie bruxelloise, soit 18 communes situées en territoire flamand, est majoritairement néerlandophone. Elle comporte néanmoins six communes ayant un régime de facilités linguistiques pour les francophones et qui y sont majoritaires jusqu'à 80 % : Wemmel, Kraainem, Wezembeek-Oppem, Linkebeek, Drogenbos et Rhode-Saint-Genèse. Elles sont légalement soumises au même régime linguistique néerlandais officiel que le reste de la Flandre, mais les habitants francophones y bénéficient de facilités d'expression ou d'obtention de documents dans la langue de leur choix (suffrages, administration, justice par exemple). Le Conseil Communal, même si la majorité de ses membres est francophone, est en revanche tenu de s'exprimer uniquement en néerlandais en séance, pour les membres de son exécutif, soit le bourgmestre et les échevins.
Dans trois de ces communes à facilités, les tensions se sont cristallisées autour de leur bourgmestre respectif. Ceux-ci se sont exprimés à plusieurs reprises en français dans des documents et/ou des réunions officielles. En réaction, le Ministre-président de la Région flamande a choisi de ne pas les nommer, malgré leurs résultats lors du scrutin communal de 2006. Cette « non-nomination » des trois bourgmestres constitue un foyer supplémentaire de tensions entre dirigeants francophones et néerlandophones.[citation nécessaire]
La Bourgmestre de Rhode-Saint-Genèse a bien été nommée, car elle a tout d'abord envoyé la convocation aux élections en néerlandais à tous les électeurs tant néerlandophones que francophones; le lendemain elle envoya une seconde convocation en français à tous les électeurs francophones. Le gouvernement flamand accepta cela (mais selon certains constitutionnalistes, c'est aussi illégal). Par contre à Linkebeek, Kraainem et Wezembeek-Oppem les bourgmestres ne sont pas nommés car ils ont envoyé les convocations électorales seulement en français pour les francophones, s'appuyant sur le droit des facilités accordées en son temps.
- > 80% de francophone
- 50 à 80% de francophone
- 20 à 50% de francophone
- 5 à 20% de francophone

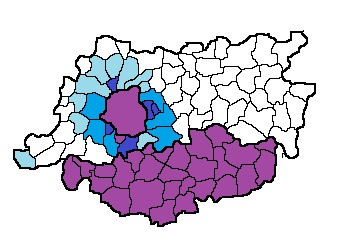
Part de francophone dans l'ancienne province du Brabant.
> 80% de francophone
50 à 80% de francophone
20 à 50% de francophone
5 à 20% de francophone
Sources,,.

Une des craintes du gouvernement flamand est l'extension de la francisation de Bruxelles vers d'autres communes limitrophes; actuellement les communes à facilités sont composées d'environ 50 % à 85 % de francophones. Une couronne autour de ces communes est déjà francisée en grande partie à hauteur de 20 à près de 50 %. Dans ce contexte, les communes limitrophes établissent un « wooncode », qui limite l'accès au logement social pour les personnes n'ayant pas de racines dans la commune et ne parlant pas le néerlandais. Mais en 2013, la Cour de justice de l'Union européenne juge que le wooncode n'est pas compatible avec le droit européen.

### Causes
Les Flamands veulent que des Francophones qui se sont installés en Flandre respectent toutes les institutions Flamandes, et que dès lors, ils ne doivent plus pouvoir voter sur des candidats d'ailleurs, qui ne connaissent pas la Flandre. Il n'y a pas d'objection, néanmoins, que des francophones installés en Flandre votent sur des listes francophones en Flandre. Cela se fait d'ailleurs depuis des décennies avec la liste Union des francophones qui a jusqu'en 2019 réussi à faire élire un élu francophone au Parlement flamand.
En vertu du principe de l'Uti possidetis, lorsqu'une région fait sécession d'un État et que le nouvel État est reconnu, les frontières administratives deviennent frontières internationales. Ce principe connaît une exception si des territoires du nouvel État disposaient d'un régime particulier les rattachant avec l'ancien territoire auquel cas lesdits territoires pourraient quitter le nouvel État. L'arrondissement bilingue de BHV constitue un tel lien et, dans l'hypothèse d'une sécession de la Flandre, certains francophones espèrent que les communes de l'arrondissement pourraient rester en Belgique. Une scission de BHV permettrait aussi à la Flandre de faire sécession tout en conservant l'intégrité de son territoire.
Dans l'arrêt 73/2003 du 26 mai 2003, la Cour constitutionnelle a statué que la loi de réforme électorale de 2002 était inconstitutionnelle car elle fait des limites des provinces celles des circonscriptions électorales sauf pour Bruxelles-Capitale et le Brabant flamand. La Cour n'a pas annulé la loi mais demandé au Parlement fédéral de trouver une solution, sans préciser ce qu'elle doit être, avant les élections de juin 2007. Cet arrêt ne concerne que la circonscription des élections de la Chambre des représentants. Les partis flamands réclament la scission de la circonscription comme solution mais aussi celle de la circonscription pour l'élection du Sénat, du Parlement européen et de l'arrondissement judiciaire, non visés par l'arrêt.

### Conséquences

#### Arrondissements électoraux
L'ancienne province du Brabant est redécoupée en trois arrondissements électoraux : 
- l'arrondissement éléctoral du Brabant flamand
- l'arrondissement éléctoral du Brabant wallon
- l'arrondissement éléctoral de Bruxelles

Les personnes qui habitent dans le Brabant flamand mais pas dans une des six communes à facilités de la périphérie bruxelloise ne peuvent voter que pour des candidats sur des listes déposées dans le Brabant flamand. Les personnes habitant dans une des six communes à facilités ont le choix de voter pour des candidats du Brabant flamand ou des candidats bruxellois. Les habitants de la circonscription électorale de Bruxelles-Capitale, quant à eux, ne peuvent plus voter que pour des candidats bruxellois.
La nomination des bourgmestres reste une compétence de la Région flamande mais l’assemblée générale de la section du contentieux administratif du Conseil d’État aura désormais le dernier mot en cas de problèmes éventuels avec la nomination des bourgmestres des six communes à facilités.

#### Arrondissements judiciaires
La sixième réforme de l'État belge prévoit un nouveau parquet néerlandophone pour Hal-Vilvorde, avec son propre procureur du roi  mais complété par un certain nombre de magistrats bilingues fonctionnels. Le parquet bilingue de Bruxelles est doté d’un procureur francophone et d’un procureur adjoint néerlandophone. Les tribunaux bruxellois sont scindés en des tribunaux néerlandophones et francophones, dotés chacun d’un président et de juges propres. Le cadre exact est déterminé sur la base d’une mesure de la charge de travail. La législation linguistique est également modifiée sur certains points et plus particulièrement en ce qui concerne l’emploi des langues en matière judiciaire.

#### Maintien des facilités
Les francophones veulent le maintien des facilités afin d'assurer à la population francophone, majoritaire, un enseignement francophone, des facilités administratives (la possibilité d'avoir des documents en français sur demande), électorales et judiciaires (des tribunaux bilingues). Mais aussi avoir droit aux subsides pour l'organisation d'une vie sociale et culturelle dans leur langue.
Ils revendiquent également, dans le cas d'une séparation, la création d'un couloir entre la Wallonie et la Région de Bruxelles-capitale, afin de ne pas couper la Communauté Wallonie-Bruxelles (ex-Communauté française).

#### Scission de la Belgique
Selon Olivier Maingain, la scission de BHV « porte atteinte à l'avenir de l'État belge » et annonce d'autres scissions. Pour La Libre Belgique, l'accord sur BHV est jugé « quand même favorable à la Flandre »
Selon Le Soir, plus personne au sein de la classe politique francophone ne croit à la survie à moyen terme du pays. Le répit de 10 ans qu'ils ont arraché après un an de négociations doit permettre à la Wallonie de se redresser et de se restructurer avant d'assurer son avenir seule (avec ou sans Bruxelles).
La scission de l'arrondissement électoral et judiciaire de BHV annonce, pour certains experts, la « fin programmée de la Belgique ». Le mécanisme de solidarité prévoyant le transfert de quelque 570 millions d'euros de la Flandre vers la Wallonie sera maintenu pendant 10 ans et puis diminuera jusqu'à s'éteindre pendant une autre période de 10 ans. Selon Thierry Bodson, secrétaire général de la FGTB wallonne, la Wallonie pourrait perdre 150 millions d'euros d'ici 2025 si les accords étaient finalisés. Selon le journal Libération, même si le risque immédiat d'éclatement semble passé, il ne s'agit en fait que d'un sursis. En échange d'un maintien des transferts financiers entre régions nord et sud du pays, les partis francophones ont dû accepter la majorité des revendications flamandes, notamment la scission de l'arrondissement de BHV, où seul le droit d'être jugé en français a été sauvegardé. L'État fédéral sort affaibli en raison des transferts de compétences et de recettes fiscales vers les régions. Selon Guy Spitaels, « ça va recommencer dans un an et demi ». Le Canton électoral de Rhode-Saint-Genèse est créé pour permettre aux habitants des communes à facilités de continuer à voter aux élections européennes sur les listes du collège électoral francophone et pour les élections fédérales sur les listes de la circonscription électorale de Bruxelles-Capitale.

## Sources
- « Le dossier BHV pour les nuls. » sur lesoir.be
- Véronique Lamquin, BHV, mode d'emploi dans Le Soir du 16 avril 2010
- Damien Bodart, BHV pourquoi çà nous emmerde... dans Télémoustique du 14 avril 2010
- RTBF - La première, Matin Première : Bertrand Henne reçoit François van Hoobrouck, bourgmestre non-nommé de Wezembeek Oppem - lundi 19 avril 2010 sur www.rtbf.be